# Niciodată să nu spui niciodată
Niciodată să nu spui niciodată (în engleză Never Say Never Again) este un film cu James Bond din 1983 regizat de Irvin Kershner după romanul Thunderball de Ian Fleming.

## Prezentare
James Bond investighează deturnarea a două rachete cu arme nucleare vii, care au fost furate de SPECTRE. Îl întâlnește pe Domino Petachi, sora pilotului și pe iubitul ei, Maximillian Largo, agent SPECTRE. Urmând-i în Franța, Bond îl informează pe Domino despre moartea fratelui său și, ulterior, își găsește colegul MI6 ucis de Fatima Blush, un alt agent SPECTRE: Bond o ucide. James Bond și Felix Leiter încearcă apoi să se îmbarcheze pe iahtul cu motor al lui Largo, Flying Saucer, în căutarea unor arme nucleare lipsă. James Bond este prins și este luat, împreună cu Domino, către Palmyra, baza de operațiuni a Largo în Africa de Nord, dar Bond scapă ulterior cu Domino. Cei doi agenți atacă Largo în timp ce el plasează una din bombe.